# Michał Stefan Jordan
Michał Stefan Jordan herbu Trąby (zm. w marcu 1739 roku) – wojewoda bracławski w 1710 roku, łowczy wielki koronny w 1704 roku, cześnik krakowski w 1689 roku (zrezygnował przed 21 kwietnia 1701 roku), starosta ostrołęcki w 1717 roku, starosta jodłowski i barcicki w 1715 roku, starosta dobczycki w 1697 roku, wicemarszałek Trybunału Głównego Koronnego w 1709 roku, pułkownik wojsk koronnych w 1692 roku.
Syn kasztelana wojnickiego Franciszka.
Poseł sejmiku proszowickiego na sejm nadzwyczajny 1688/1689 roku, sejm zwyczajny 1692/1693 roku. Deputat województwa krakowskiego do rady stanu rycerskiego rokoszu łowickiego w 1697 roku. Poseł na sejm 1701 roku i sejm z limity 1701–1702 roku z województwa krakowskiego. Był konsyliarzem województwa krakowskiego w konfederacji sandomierskiej 1704 roku.
Jeden z najbogatszych magnatów Małopolski. Przeciwnik dynastii saskiej, później pojednał się z Augustem III. Starosta dobczycki od 1697, ostrołęcki od 1718.
Pochowany w kościele reformatów w Krakowie